# Varecia
Varecia  Gray, 1863 è un genere di primati appartenente alla famiglia Lemuridae, endemico del Madagascar.

## Tassonomia
Se ne conoscono due specie:
- Varecia variegata - vari bianconero o lemure variegato
- Varecia rubra - vari rosso

V. rubra in passato era considerata una sottospecie di V. variegata (Varecia variegata rubra) ma è oggi riconosciuta come specie a sé stante.